# Cunnawarra
Cunnawarra là một chi nhện trong họ Amphinectidae. De soorten in het geslacht komen voor in Nieuw-Zuid-Wales.

## Soorten
- Cunnawarra cassisi Davies, 1998
- Cunnawarra grayi Davies, 1998